# Palazzo Scaglia di Verrua
Il Palazzo Scaglia di Verrua è un palazzo storico di Torino, ubicato a pochi passi da via Garibaldi.
È considerato di grande valore documentario, perché è uno dei pochi esempi di palazzo cinquecentesco a non essere stato interessato da rimaneggiamenti di epoca barocca, mantenendo l'aspetto rinascimentale originario. È considerato una delle due sole testimonianze di architettura rinascimentale della città, insieme al Duomo.

## Storia
Realizzato tra il 1585 e il 1604 su commissione dell'abate Filiberto Scaglia di Verrua, divenne in seguito proprietà di Giacomo Solaro che operò ampliamenti e, nel 1603, commissionò gli affreschi della facciata e della corte interna all'artista bresciano Antonio Parentani. In seguito divenne residenza della nobile famiglia San Martino della Motta. Nel XVIII secolo venne infine acquistato dalla famiglia Balbo Bertone di Sambuy. Fu anche residenza di Jeanne Baptiste d'Albert de Luynes. Nell'Ottocento divenne dimora di alcune rappresentazioni diplomatiche, prima quella spagnola, e poi dal 1 novembre 1861, quella dell’Impero Russo.

## Caratteristiche
L'edificio sorge all'interno dell'antica planimetria romana della città, nell'isolato (carignone) denominato "Isola di Sant'Alessio". La facciata esterna, unica nel suo genere in città, presenta un tema di affreschi a opera di Antonio Parentani, databili 1603.
 Il grande stemma dei conti Scaglia di Verrua presente sul portone d'ingresso è inserito nelle altre decorazioni raffiguranti paesaggi, allegorie e divinità, incorniciate da motivi architettonici che caratterizzano la facciata tipicamente rinascimentale, di cui Palazzo Scaglia di Verrua è l'unico esempio rimasto a Torino.
 Degna di nota è l'ampia corte interna, anch'essa caratterizzata da motivi architettonici rinascimentali e attribuibile ai maestri lombardi.
Qui, come a Genova, la pratica di rivestire con affreschi i palazzi ricavati da progressive estensioni era l'unica possibile. Questa situazione nasce a causa delle rapide trasformazioni dell'edilizia storica dovute alla crescita demografica e alla comparsa di una casta di patrizi ricchi cui spettava ostentare il proprio benessere con ampliamenti delle case in cui abitavano e con operazioni urbanistiche di largo respiro. A questi interventi si deve forse la scarsità di resti di costruzioni cinquecentesche affrescate, come nel Palazzo Scaglia di Verrua, incalzate dalle sistemazioni edilizie e urbanistiche con le quali la città raggiunse un assetto compiuto e particolare.

## Galleria d'immagini

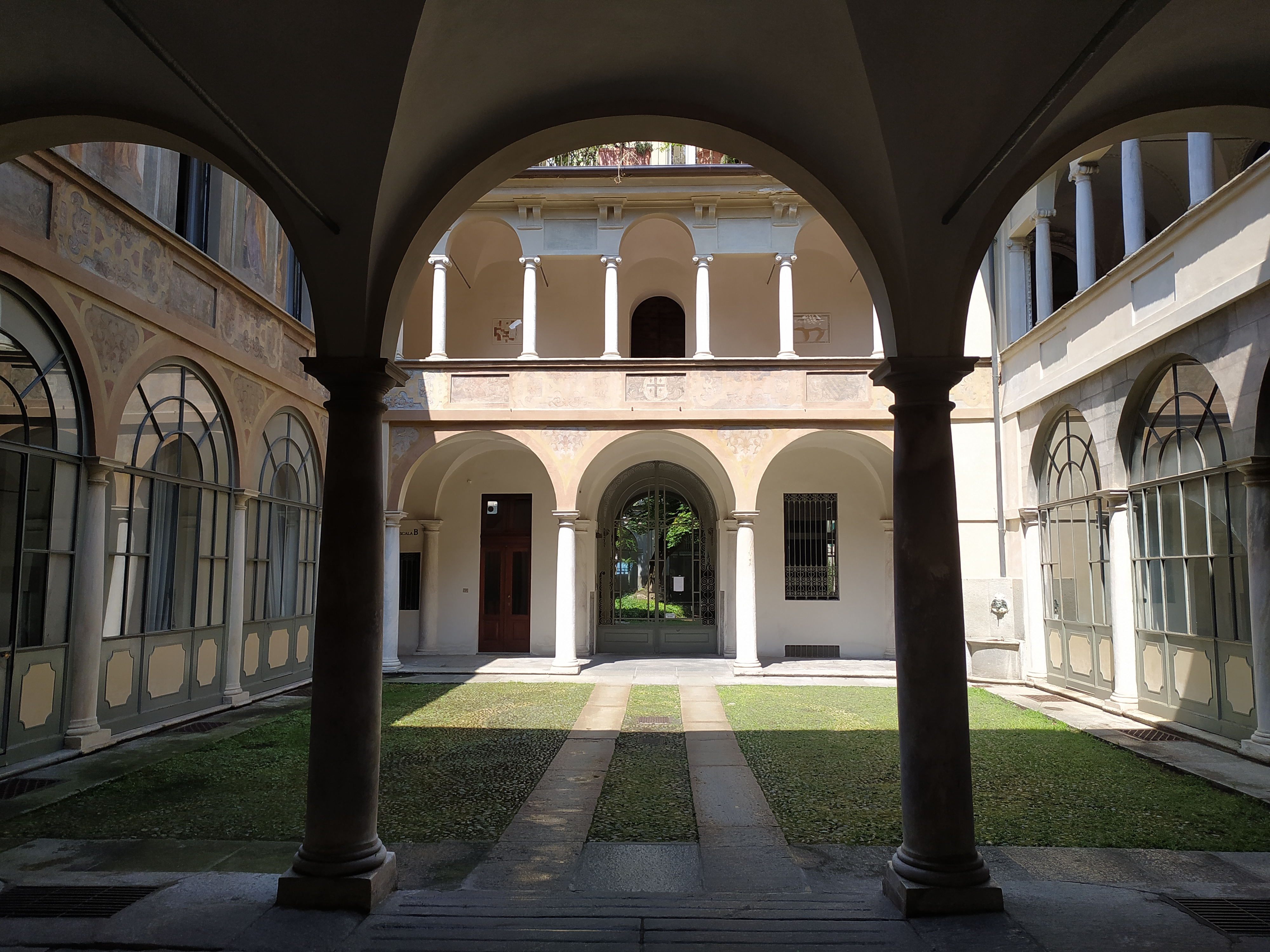
Veduta del cortile dall'ingresso di Via Stampatori
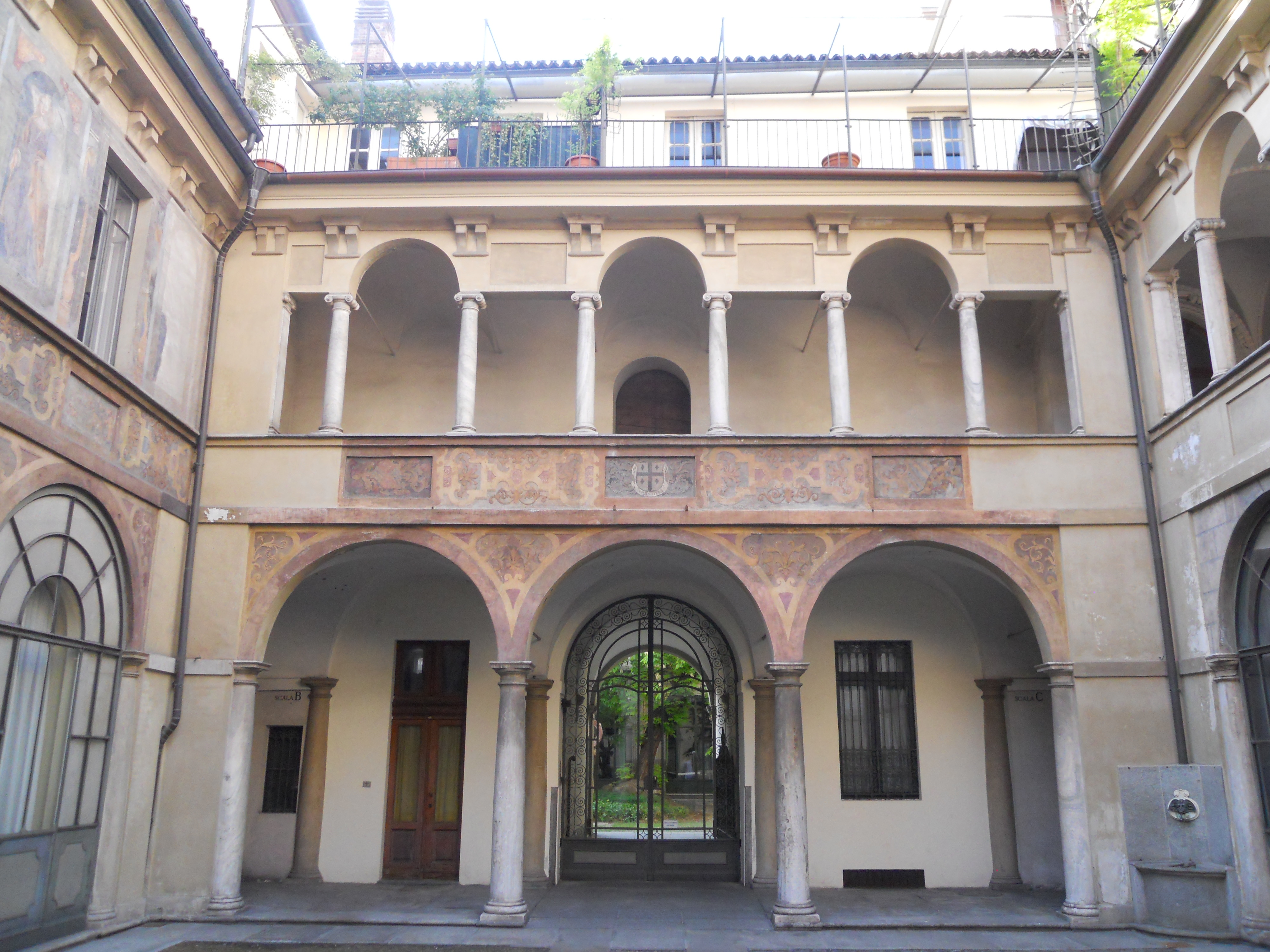
Veduta del Palazzo dal cortile
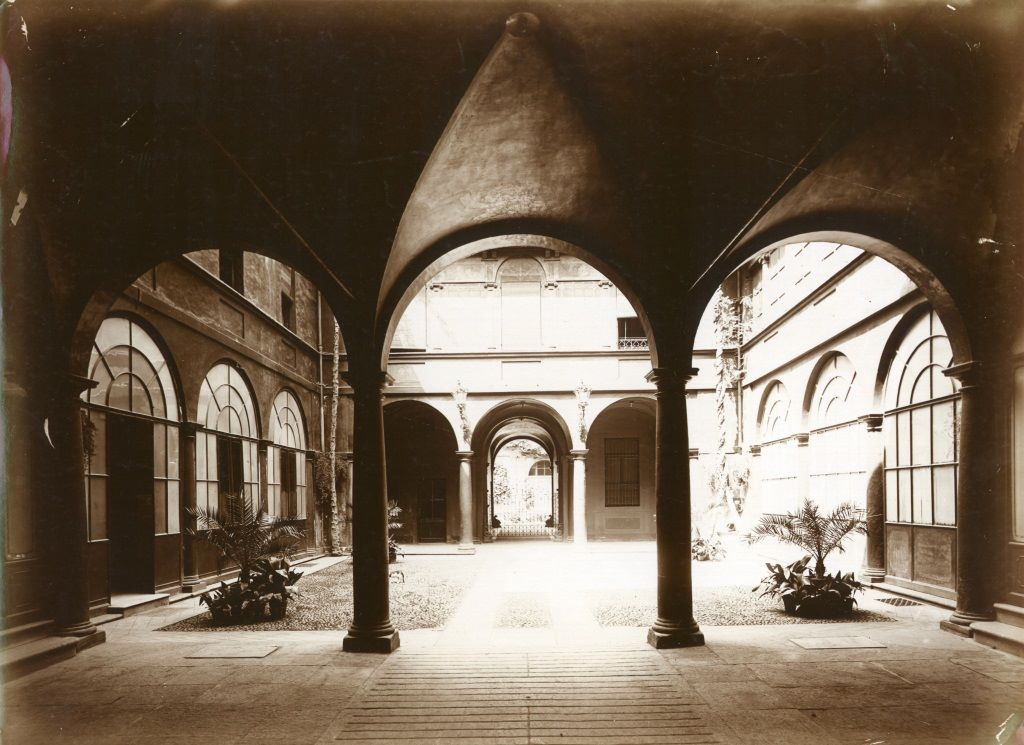
Veduta del cortile dall'androne porticato, foto di Mario Gabinio, 1925 ca., stampa al citrato